# Оз, Ран
Ран Оз (англ. Ran (Ron) Oz, ивр. רן עוז‎, родился 7 мая 1977 года) — израильский хоккеист, защитник, играл в клубе израильской хоккейной лиги ХК Метула.

## Карьера

### Клубная карьера
Ран начал хоккейную карьеру в сезоне 1993/1994, играя за ХК Рамат-Ган и был признан лучшим защитником.
Затем с 1998 по 2012 год играл за ХК Метула и дважды становился чемпионом Израиля. В 2013 году перешёл в команду КИХШ.

### Международная карьера
В 1992 году Ран Оз впервые принял участие в чемпионате мира в ЮАР.
После этого Ран неоднократно выступал за сборную Израиля на чемпионатах мира 1993 (квалификация), 1993 — 2001, 2003, 2011 — 2015, а также на юниорском чемпионате Европы в 1995 году.

## Статистика
| Легенда | Легенда                    | Легенда | Легенда                   | Легенда | Легенда    |
| ------- | -------------------------- | ------- | ------------------------- | ------- | ---------- |
| И       | Количество проведённых игр | Штр     | Штрафное время            | +/−     | Плюс-минус |
| Г       | Голы                       | П       | Голевые передачи          | О       | Очки       |
| -       | Статистика неизвестна      | —       | Статистика не учитывалась |         |            |